# Déforestation au Vietnam

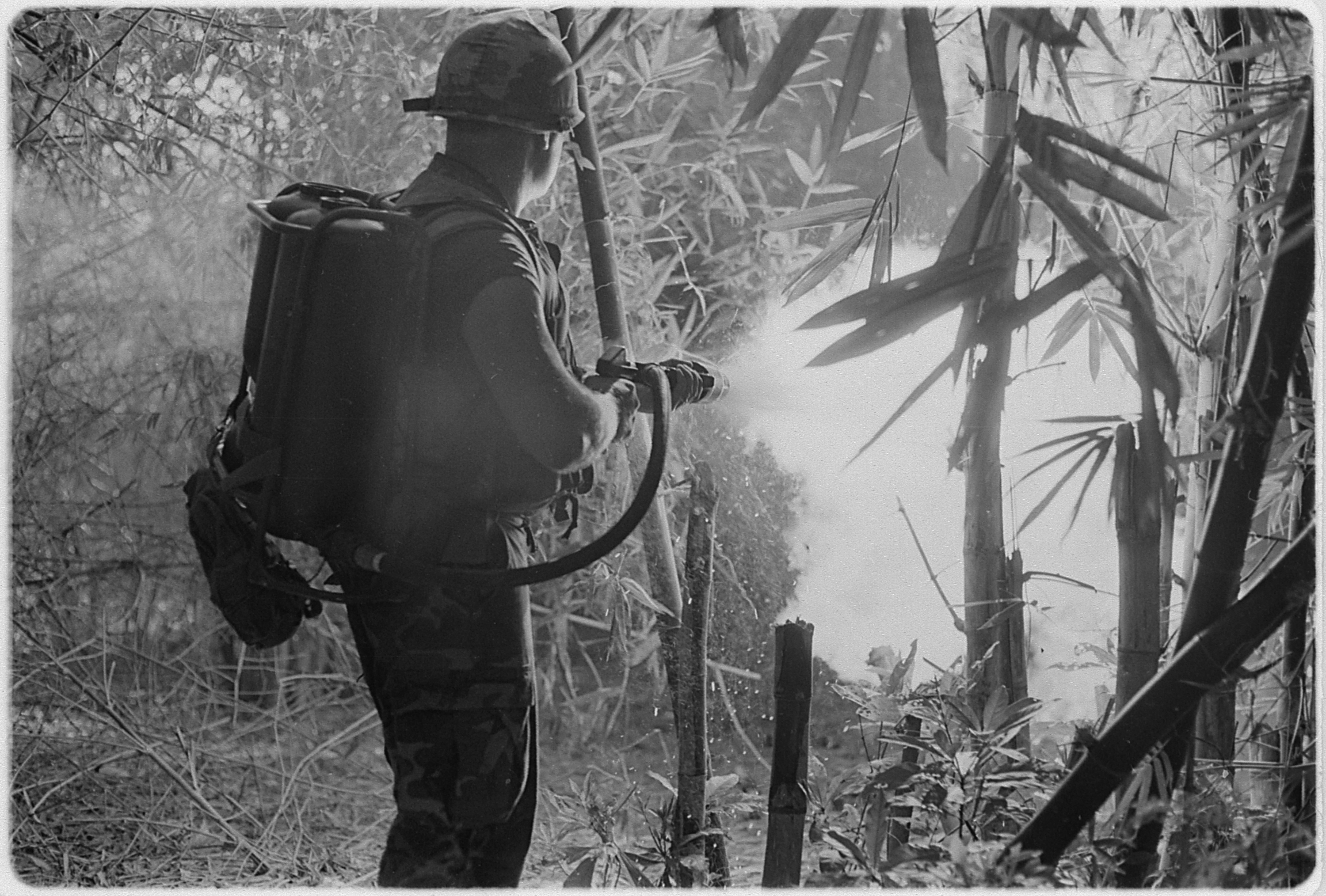
Un soldat américain passant la forêt au lance-flammes au Vietnam en 1970.

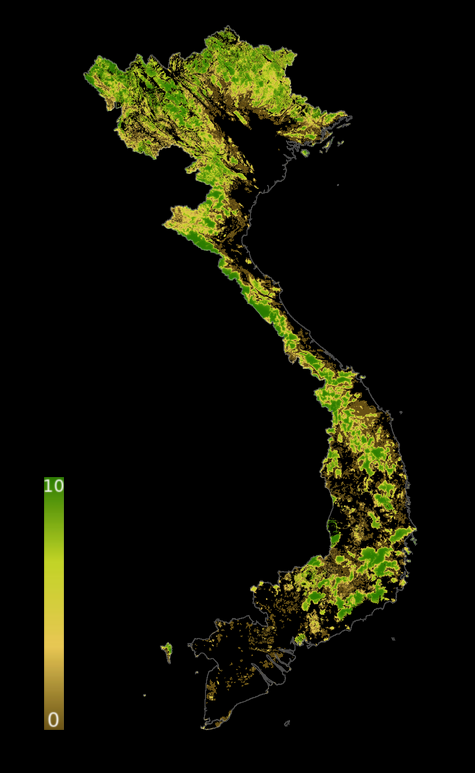
En 2019, le Viêt Nam avait un score moyen de l'indice d'intégrité du paysage forestier de 5,35, le classant 104e sur 172 pays.

La déforestation au Vietnam est un problème environnemental significatif dans ce pays.
D'après un rapport de la FAO en 2005, le Vietnam présente le deuxième pire taux de déforestation au monde avec 54,5 % juste derrière le Nigéria. Cependant, en prenant en compte la totalité de la couverture forestière, le Viet Nam a entamé une transition, et sa forêt est de nouveau en croissance après des décennies de diminution.
Le Vietnam était encore boisé à 43 % en 1943
En 2005, 12 931 000 hectares (l'équivalent de 39,7 % du territoire) était couvert de forêts, mais seulement 85 000 hectares (0,7 %) étaient des forêts primaires, les plus riches en biodiversité.
De grandes zones ont subi une déforestation importante lors de la guerre du Viêt Nam à cause de l'utilisation de l'agent orange et de bombardements au napalm.